# Monarchianismus
Monarchianismus (z řeckého μόνoς monos jeden + ἀρχεῖν archein vládnout, začínat) představuje skupinu heretických christologických modelů. Společně označuje směry, které jsou silně monoteistické a odmítají křesťanskými církvemi zastávanou víru ohledně Trojice.
Výrazu monarchianismus poprvé užívá Tertullianus pro označení těch, kdo se snažili zachovat jednotu trojičního Boha.
Monarchianismus má dvě rozdílné varianty:
- dynamický monarchianismus nazývaný též adopcionismus
- modalistický monarchianismus nazývaný též modalismus, patripassianismus nebo sabellianismus